# Black Catcher
「Black Catcher」（ブラックキャッチャー）は、日本のシンガーソングライター・ビッケブランカの7作目の配信限定シングル。2020年1月8日にavex traxより発売。

## 概要
- 前作「白熊」より約1か月振りのリリース。
- 「3ヶ月連続配信」の第2弾。
- テレビ東京系アニメ『ブラッククローバー』第10クールオープニングテーマ[2]
  - ビッケブランカがアニメ『ブラッククローバー』のオープニングテーマを担当するのは、第3クールの「Black Rover」以来2度目[3]。
- 2020年1月21日、アニメMVが公開[4]。
- 同年3月4日、アルバム『Devil』に収録された[5]。

## 制作
前回担当した第3クールのオープニングテーマ「Black Rover」が配信直後に5000万回以上聴かれた。この事実に「なんじゃこれ？」とビックリしたビッケブランカが、第10クールの時に自らアニメのスタッフに「主題歌やらせてください」と連絡したことから始まった。後に音楽ナタリーのインタビューにてビッケは「だって、絶対に当たる馬券みたいなものじゃないですか。これを逃す手はないし『1億再生させますから！』って」と語った。
楽曲制作に関しては、前回との連続性を意識しており「『ブラッククローバー』の製作委員会も前の曲で俺を信頼してくれているから、自由にやらせてもらえました」と語った。

### ミュージック・ビデオ
- ミュージック・ビデオは2020年1月8日（配信開始日と同日）に公開された[8]。
- BARKSは「ダークで疾走感のある楽曲に呼応するかのように、不穏と覚醒の交錯が織りなすストーリーと、いびつな桃源郷を彷彿させる色調で構成された“不気味”な仕上がりに」と評した。

## 収録内容
| 全作詞・作曲・編曲: ビッケブランカ。 |                   |                |                |      |
| #                                    | タイトル          | 作詞           | 作曲・編曲     | 時間 |
| 1.                                   | 「Black Catcher」 | ビッケブランカ | ビッケブランカ | 3:15 |
| 合計時間:                            | 合計時間:         | 3:15           |                |      |

## 評価
- SPICEは「ダークなサウンドスケープの中で溢れるように展開するメロディが印象的で、唸るようなベース、研ぎ澄まされたドラム、様式美のギター、不穏と精美が共存するピアノと共に、底知れぬ力が漲るような歌詞世界のファイティング・スピリット・ソングとなっている」と評した[9]。
- リスアニ!は「ダークなサウンドスケープの中で溢れるように展開するメロディが印象的で、唸るようなベース、研ぎ澄まされたドラム、様式美のギター、不穏と精美が共存するピアノと共に、底知れぬ力が漲るような歌詞世界の、ファイティング・スピリット・ソングとなっている」と評した[10]。